# Sŭngho 1-tong
Sŭngho 1-tong är en ort i Nordkorea.   Den ligger i provinsen Pyongyang, i den sydvästra delen av landet, 20 km öster om huvudstaden Pyongyang. Sŭngho 1-tong ligger 38 meter över havet och antalet invånare är 39 841.
Terrängen runt Sŭngho 1-tong är platt åt nordväst, men åt sydost är den kuperad. Runt Sŭngho 1-tong är det ganska tätbefolkat, med 199 invånare per kvadratkilometer. Närmaste större samhälle är Pyongyang, 19,8 km väster om Sŭngho 1-tong. Trakten runt Sŭngho 1-tong består till största delen av jordbruksmark.